# Skateland
Skateland è un film del 2011 diretto da Anthony Burns.

## Distribuzione
È stato presentato in anteprima al Sundance Film Festival nel gennaio 2010.